# João Miguel Coimbra Aurélio
João Miguel Coimbra Aurélio (* 17. August 1988 in Beja) ist ein portugiesischer Fußballspieler. Er spielt seit 2008 bei Nacional Funchal in der SuperLiga, der höchsten portugiesischen Spielklasse.

## Karriere
Aurélio begann seine Karriere in der Jugendmannschaft von Despertar, von wo er 2005 zu Vitória Guimarães wechselte. Dort angekommen, blieb er zwei Jahre in der Jugendabteilung, ehe er 2007 in die erste Mannschaft des unterklassigen Vereins Penalva wechselte. 2008 kam dann der Wechsel zum portugiesischen Erstligisten Nacional Funchal. Sein Debüt in der höchsten portugiesischen Spielklasse gab der zentrale Mittelfeldspieler am 31. August 2008 gegen Naval 1º de Maio, als er in der 87. Minute für Nene eingewechselt wurde. Das Spiel endete 2:1. Sein erstes Erstligator erzielte er am 26. April 2009 gegen Belenenses Lissabon, als er beim 2:1-Auswärtserfolg das 1:0 erzielte. Nacional wurde Vierter der Liga und qualifizierte sich für die Europa League.
Sein Debüt auf europäischer Klubebene gab Aurélio am 20. August 2009 in der Qualifikation zur Europa League im Spiel gegen den Vertreter aus Russland Zenit St. Petersburg. Beim 4:3-Heimerfolg erzielte er einen Treffer (zum 2:0) und erhielt eine gelbe Karte. Nacional stieg in die Gruppenphase aus, wo man dann aus dem Bewerb ausschied. In der Meisterschaft wurde man Siebenter.
Bisher spielte Aurélio für die U-21-Auswahl Portugals.